# Sabine Ludwigs (Schriftstellerin)

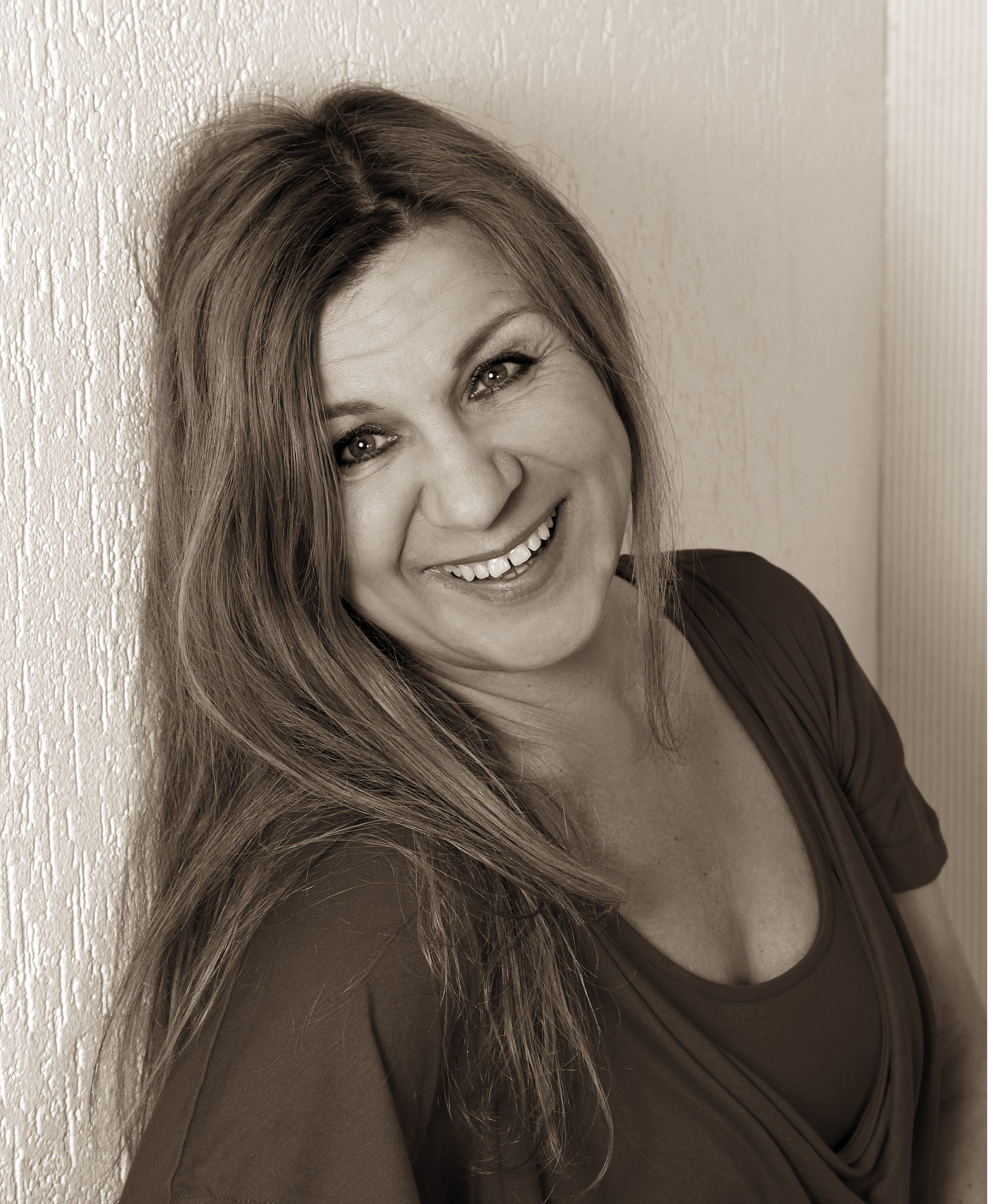
Sabine Ludwigs

Sabine Ludwigs (* 6. Mai 1964 in Dortmund) ist eine deutsche Schriftstellerin.

## Leben
Sabine Ludwigs wurde in Dortmund geboren und wuchs auch dort auf. Nach der Fachoberschulreife begann sie eine Ausbildung zur Rechtsanwalts- und Notariatsfachgehilfin. Im Anschluss arbeitete sie zunächst als kaufmännische Angestellte, später als selbstständige Kauffrau. Heute ist sie freischaffende Schriftstellerin.
Zur Schriftstellerei fand Ludwigs 2004. Kurz darauf trat sie in einer Krimi-Anthologie erstmals als Autorin in Erscheinung. Bis etwa 2010 verfasste sie ausschließlich Kurzprosa. Es kam zu Publikationen in Anthologien und Hörbüchern beim Esslinger Verlag, Herder Verlag, SCM Hänssler Verlag sowie in B.Z., Die Zeit, Saarbrücker Zeitung. Einige ihrer Kurzgeschichten wurden von den Schauspielern Anita Kupsch, Marie-Luise Marjan oder Ludger Burmann für Vorträge ausgewählt.
2011 erfolgte Ludwigs erste Einzelveröffentlichung, eine Kurzgeschichtensammlung ihrer bis dahin publizierten Krimis und Thriller. Im Jahr darauf erschien ihr Debütroman Der Sommer mit dem Erdbeermädchen, dem weitere Romane folgten. Inzwischen veröffentlicht die Autorin vorwiegend Unterhaltungsromane.
Neben der Schriftstellerei war Sabine Ludwigs für einen Dortmunder Kleinverlag als Lektorin und zuletzt als Pressesprecherin tätig. Derzeit ist sie nur noch für wenige Autoren als Lektorin aktiv und widmet sich vorrangig dem Schreiben.
Ludwigs lebt mit ihrer Familie in Lünen.

## Auszeichnungen
- 2009 – Friedens-Literaturpreis Contra Krieg, Berliner Kulturring e .V., Berlin
- 2010 – Literaturpreis Ideale suchen, (Gedichte & Balladen), Ideale Stiftung e. V., Lingen

## Werke

### Bücher
- Die Totmacher, Kurzkrimis, 2011, AAVAA Verlag, ISBN 978-3-86254-422-6
- Der Sommer mit dem Erdbeermädchen, Roman, 2012, OCM Verlag, ISBN 978-3-942672-08-5
- Meine Seele weiß von dir, Roman, 2013, hansanord Verlag,  ISBN 978-3-940873-43-9
- Acht Tage bis zur Ewigkeit, Roman, 2014, bookshouse Verlag, ISBN 978-9963523139
- Winterspaß und Weihnachtszauber, 2014, Verlag an der Este, ISBN 978-3-86865-199-7
- Stirb! Rotköpfchen, Roman, 2015, bookshouse Verlag, ISBN 978-9963531868
- Winterlicht, Roman, 2018, bookshouse Verlag, ISBN 978-9-96353-838-6

### Hörbücher
- Fröhliche Weihnachten! Promi-Hörbuch, 2007, Weihnachtsaktion der B. Z. als Mitautorin mit „Der stille Herr Jakob“ (ursprünglich erschienen im Dr. Ronald Henss Verlag), gelesen von Anita Kupsch.
- Äpfel, Nüsse, Pfefferkuchen, 2008, Hänssler Holzgerlingen, als Mitautorin mit „Tragt in die Welt nun ein Licht“
- Der Sommer mit dem Erdbeermädchen, Audio-Buch, 2013, Action Verlag